# Eutemnomastax
Eutemnomastax is een geslacht van rechtvleugeligen uit de familie Eumastacidae. De wetenschappelijke naam van dit geslacht is voor het eerst geldig gepubliceerd in 1979 door Descamps.

## Soorten
Het geslacht Eutemnomastax omvat de volgende soorten:
- Eutemnomastax burri Descamps, 1982
- Eutemnomastax caatingae Descamps, 1982
- Eutemnomastax saurus Burr, 1899
- Eutemnomastax striata Descamps, 1982